# Butoconazol
El butoconazol es  vendido bajo la marca Gynazole-1, y entre otros, es un antifúngico que se usa para tratar las infecciones vaginales por hongos. Esta medicamento se utiliza dentro de la vagina.
Los efectos secundarios de este medicamento incluyen ardor, picazón y dolor abdominal. Su uso puede debilitar los condones en los 3 días siguientes a su aplicación. Este medicamento se puede usar durante el embarazo. Es un imidazol.
Este medicamento se fabricó por primera vez en 1978 y se aprobó para uso médico en los Estados Unidos en 1995. Está disponible sin receta. En Estados Unidos, una dosis cuesta alrededor de 105 dólares estadounidenses a partir del 2022.